# سند بن علي
العالم الهندي المسلم سند بن علي ويكنى أبا الطيب، عاصر الخليفة العباسي المأمون وفيات سنة 250 هـ ـ 864م، يقال إنه نبغ حوالي 850م. وحسب «سارطون» فقد توفي بعد سنة 864م. وهو فلكي ورياضي مسلم. ويذكر أن «سند» كان يهودياً وأسلم على يد الخليفة المأمون، الذي جعله من بين منجميه، وعينه رئيساً على الأرصاد كلها.
إسهاماته يعود الفضل إلى سند في إنشاء مرصد بغداد، كما أنه وضع جداول فلكية أطلق عليها اسم «أزياج المأمون»، عمل بها المنجمون في زمانه وبعده. واشتهر بصناعة آلات الرصد الفلكية والأسطرلاب، كما أنه حقق مواضع بعض الكواكب. وشارك في قياس المساحات الأرضية والفلكية التي أمر بها المأمون.
ويعود الفضل إلى سند في ترجمة وتعديل زيج السندهند، الذي يعد أول وأهم جدول فلكي يدخل إلى العالم الإسلامي. وبصفته عالم رياضيات، كان سند من أحد زملاء الخوارزمي واشتغل كذلك جنبًا إلى جنب مع يعقوب بن طارق، وبفضل مجهوداتهم المجتمعة تمكنوا من حساب قطر الأرض، وكذلك أقطار عدة أجرام فلكية. وكذلك كتب سند تعليقًا على كتاب «الجبر والمقابلة» وساهم في إثبات أعمال الخوارزمي. وكان هو أول من يستخدم طريقة كتابة الأرقام العربية بالكسور العشرية.
وكما تقدم من ابن أبي عصيبة، فقد انزعج بنو موسى (محمد أبو جعفر وأحمد والحسن بن محمد بن موسى بن شاكر) من سند بن علي وامتلأت قلوبهم بالحسد والغيظ، ولذا عكفوا على إبعاده من الخليفة العباسي المتوكل في العاصمة سامراء، وتحقق لهم ما أرادوا حينما بُعث سند إلى بغداد. ورغم أن سند كان مهندسًا متميزًا ولديه خبرة ومهارة أعظم من أحمد بن كثير الفرغاني، إلا أن بنو موسى خولوا إلى الفرغاني مهمة حفر قناة الجعفري قرب البصرة، متجاهلين بذلك قدرات سند. ومن ثم ارتكب الفرغاني خطئًا جسيمًا في تصميم القناة وفي تقدير منسوب المياه، حيث أن بدايتها كانت على عمق أكبر من نهايتها، وبالتالي لم تصل المياه بتاتًا إلى الموقع المطلوب.
ومن ثم كلف الخليفة المتوكل سند بن علي بالتحقق بما ترامى له من أخبار عن الخطأ الذي ارتكبه بنو موسى في حفر القناة، وقد توعد الخليفة بني موسى بالعقاب في حالة صحة الخبر. ثم هرع بنو موسى إلى سند يتوسلون منه ألا يخبر الخليفة بذلك وأن يخفي الأمر، وقبل سند منهم ذلك شريطة أن يكفوا أذاهم وأن يعيدوا إلى صديقه الكندي كتبه. وقد استجاب بنو موسى لهذا الشرط، وأخبرهم سند بأنه سوف يعلم الخليفة بأنه لا يوجد أي خطأ في حفر القناة لأن نهر دجلة كان في ذروة ارتفاعه ولن يلحظ أحد الخطأ طيلة أربعة شهور. وقد اغتيل المتوكل بعد شهرين وأفلت بنو موسى من العقاب.

## مؤلفاته
كان سند بن علي، إضافةً إلى اهتمامه بالأرصاد، يهتم بالعلوم الرياضية وله فيها مؤلفات عديدة منها:
- كتاب الحساب الهندي
- كتاب الجمع والتفريق
- كتاب الجبر والمفارقة
- كتاب المنفصلات والمتوسطات في النجوم والحساب.
- إضافةً إلى ذلك، شرح «سند» تسع مقالات من كتاب «الأصول في الهندسة» لإقليدس